# Karmijja
Karmijja (hebr. כרמיה) – kibuc położony w samorządzie regionu Chof Aszkelon, w Dystrykcie Południowym, w Izraelu.
Leży na nadmorskiej równinie w północno-zachodniej części pustyni Negew, w otoczeniu kibuców Zikim i Jad Mordechaj, moszawów Mawki’im i Netiw ha-Asara, oraz strefy przemysłowej miasta Aszkelon. Członek Ruchu Kibuców (Ha-Tenu’a ha-Kibbucit).

## Historia
Pierwotnie znajdowała się w tym miejscu arabska wioska Hiribja, która została zniszczona 1 listopada 1948 podczas wojny o niepodległość.
Współczesny kibuc został założony 20 maja 1950 przez członków syjonistycznego ruchu młodzieżowego Ha-Szomer Ha-Cair, którzy przyjechali do Izraela z Tunezji i Francji. Przeszli oni przeszkolenie w kibucu Bet Zera na północy kraju. Założyli oni kibuc Karmijja przy budynku dawnej szkoły założonej przez brytyjskie władze w dawnej arabskiej wiosce Hiribja. Nazwa nawiązuje do hebrajskiej nazwy winnicy (hebr. כרם, Kerem), która istniała w tym rejonie.
W latach 50. w kibucu osiedliła się grupa imigrantów z Argentyny i Maroka.
Po ewakuacji żydowskich osiedli ze Strefy Gazy w 2005, osiedliły się tutaj 54 rodziny z ewakuowanych osiedli Elei Sinai i Nisanit.
Z powodu bliskości granicy Strefy Gazy, kibuc bardzo często pada ofiarą ataków terrorystycznych, ostrzałów moździerzowych lub rakietowych.

## Kultura i sport
W kibucu jest ośrodek kultury i sportu. Znajdują się tutaj korty tenisowe, boisko do piłki nożnej oraz basen kąpielowy.

## Gospodarka
Gospodarka kibucu opiera się intensywnym rolnictwie i sadownictwie.

## Komunikacja
Przy północnej granicy kibucu przebiega droga nr 3411 , którą jadąc na zachód dojeżdża się do kibucu Zikim i następnie na północ do strefy przemysłowej miasta Aszkelon, lub jadąc na wschód dojeżdża się do drogi ekspresowej nr 4  (Erez–Kefar Rosz ha-Nikra).